# Nausicaa.net
A Nausicaa.net 1996-ban alapított angol nyelvű rajongói weboldal, amely felületet biztosít a Miyazaki Mailing Listnek (Mijazaki Levelezőlista) és általános információforrása Mijazaki Hajaóhoz, Takahata Iszaóhoz, vagy a Studio Ghiblihez kapcsolódó témáknak. Nevét Mijazaki egyik filmjéről, a Nauszika – A szél harcosairól kapta.
Az oldal neve eredetileg The Miyazaki Web volt, ami 1994-től üzemelt a tcp.com-on, miután Jeremy Blackman dedikált oldala lett volna 1996-ban. Az oldalt a Team Ghiblink nevű önkéntesekből álló csoport üzemelteti, akik korábban az 1991-ben indult Miyazaki Mailing List kezelői is voltak. A weboldalt a Studio Ghiblivel kapcsolatos információk egyik jelentős forrásaként használják az olyan anime információs oldalak, mint az Anime News Network.
Nausicaa.net sajtóanyagokat is készíttetett és terjesztett a Kiki – A boszorkányfutár megjelenéséhez és A vadon hercegnője mozibemutatójához. Az oldal tartalmaz egy keresőarchívumot a Miyazaki Mailing Listhez is.
A weboldalt 1998 októberében hackertámadás érte, de a tartalmának jelentős részét 1999 elejére sikerült helyreállítani az oldalt használó emberek erőfeszítésével, és a korai Google kereső által tárolt anyagok felhasználásával.

## Díjak és elismerések
1999-ben a Science Fiction Weekly a „hét weboldalának” nevezte a Nausicaa.netet, megjegyezve, hogy „hihetetlenül átfogó”, „jól szervezett” és „nincs jobb forrás a weben bármihez, ami Mijazakihoz kapcsolódik”.
Neil Gaiman, aki A vadon hercegnője angol szövegkönyvét írta, elmondta, hogy mikor elkezdett dolgozni a szövegen, a Nausicaa.net „rendkívül hasznosnak” bizonyult számára.
Az Intute a Nausicaa.netet a legjobb weboldalnak választotta 2007 januárjában „Művészetek és Humán tudományok” kategóriában.